# Wiliame Katonivere
Ratu Wiliame Katonivere (ur. 20 kwietnia 1964 w Suvie) – fidżyjski polityk, w latach 2021–2024 prezydent Fidżi.